# Sierra de Baoruco
De Sierra de Baoruco (ook gespeld als Sierra de Bahoruco) is een bergketen in het zuiden van de Dominicaanse Republiek. De keten is vooral bekend als vindplaats van het zeldzame mineraal larimar en is ook een beschermd natuurgebied UICN-categorie II, nationaal park, 1092 km² groot.

## Ligging
De Sierra de Baoruco ligt voor een deel in de gelijknamige provincie Baoruco. Vanaf de grens is de keten 70 kilometer lang, tot aan de Caraïbische Zee. In Haïti gaat ze over in het Massif de la Selle. De bergketen is 40 kilometer breed.

## Geologie
De Sierra de Baoruco bestaat uit een kalksteenplateau dat door geologische krachten naar het noorden omvergeduwd is. Daarom heeft het gebergte in het noorden scherpe randen, die boven de Hoya de Enriquillo uitsteken. Op veel plaatsen zijn er afzettingen van zout en gips. Deze plaatsen heten Salinas Barahona. In het zuiden zijn er glooiende hellingen die afdalen naar het schiereiland Barahona. Er zijn drie bergen hoger die hoger zijn dan 2000 meter.
In het gebergte bevindt zich een zoutmeer, Laguna de Oviedo. In een van de hoogste delen bevindt zich de Hoyo de Aceitillar, een overblijfsel van een oud meer.

## Larimar

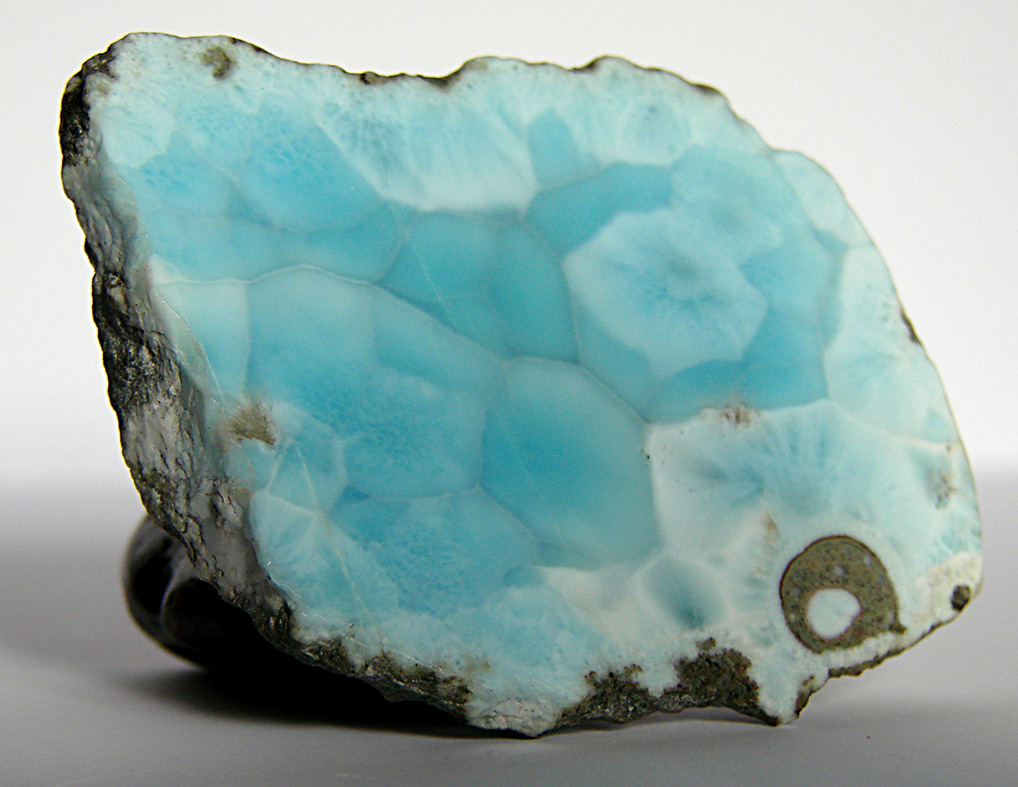
Larimar

Het gebied is een van de weinige vindplaatsen van het zeldzame mineraal larimar. Dit mineraal ontstaat uit het fluviale sediment van de rivier Baoruco.
Het voorkomen van het mineraal in het gebied was in 1916 al bekend aan de priester Miguel Domingo Fuertes Lorén van Barahona. Op 22 november van dat jaar vroeg hij een concessie aan het Ministerie van Mijnbouw om een blauwachtig gesteente te delven, dat hij daar gevonden had. Hij kreeg echter geen gehoor.
In 1974 werd het mineraal opnieuw ontdekt door Norman Rilling, een vrijwilliger van het Vredeskorps. Hij gaf het de naam "Larimar". Dit is een combinatie van de voornaam van zijn dochter (Larissa) en het Spaanse woord voor de zee (mar), vanwege de blauwe kleur.
Verder stroomopwaarts van de rivier Baoruco vond men nog meer van dit blauwe gesteente op een plaats die Los Chupaderos wordt genoemd. Dit is nog steeds de belangrijkste vindplaats van het mineraal.

## Natuur
De regenval bedraagt meer dan 600 millimeter per jaar. De hellingen zijn begroeid met pijnbomen. In het oostelijke gedeelte bevinden zich wat kleine stukken nevelwoud.

## Toppen
Er zijn drie toppen die hoger zijn dan 2000 meter. De hoogste is de Loma del Toro (2367 meter). Verder zijn er twee naamloze bergen, van 2275 en 2085 meter hoog.
- Bibliothèque nationale de France: cb14503220g (data)
- Virtual International Authority File: 246644054